# Ljubomir Stojanović
Ljubomir Stojanović (în sârbă Љубомир Стојановић, uneori menționat ca Ljuba Stojanović; n. 6/18 august 1860, Užice, Zlatiborski upravni okrug, Serbia – d. 16 iunie 1930, Podolí⁠(d), Prague 4⁠(d), Cehoslovacia) a fost un politician, filolog și academician sârb.

## Biografie
Stojanović a fost filolog și istoric, absolvent al Facultății de Filozofie a Velika škola (în sârbă Велика школа, echivalentul Grandes écoles). După studiile din Belgrad, și-a continuat formarea academică prin studii postuniversitare la Viena, Sankt Petersburg și Leipzig. Inițial profesor de liceu, a fost numit profesor universitar la alma mater, Velika škola (1891–1899). Opozant al absolutismului regal al regelui Alexandru I Obrenović, Stojanović s-a alăturat în 1897 Partidului Radical Popular condus de Nikola Pašić.
După ruptura cu generația mai veche de radicali care acceptaseră compromisuri cu coroana în 1901, Stojanović a condus grupul tinerilor radicali, formând Partidul Radical Independent (Samostalna radikalna stranka). Ca lider și fondator al partidului, a deținut de multiple ori funcția de ministru al Educației și Afacerilor Religioase (1903, 1904, 1906, 1909) și a fost prim-ministru între mai 1905 și martie 1906, sub domnia democratică și constituțională a regelui Petru I Karađorđević.
După Primul Război Mondial, Stojanović a fost unul dintre fondatorii Partidului Republican Iugoslav și primul său președinte. Era adesea descris ca un moralist puritan în politică.
Între 1913 și 1923, a fost secretar al Academiei Regale Sârbe, viitoarea Academie Sârbă de Științe și Arte. A activat prolific în numeroase domenii științifice, publicând numeroase volume de manuscrise și documente medievale sârbe, printre care Evangheliarul lui Miroslav, Stari srpski zapisi i natpisi (Inscripții și însemnări sârbe vechi, în șase volume), precum și genealogii și anale medievale sârbe. A realizat cataloagele manuscriselor medievale și ale cărților vechi din Biblioteca Națională a Serbiei și din colecțiile Academiei Regale Sârbe.
Un savant de o vastă erudiție, Stojanović a publicat 17 volume de opere ale lui Vuk Stefanović Karadžić, principalul reformator al alfabetului sârb, inclusiv mai multe volume cu corespondența sa extinsă. De asemenea, a scris o biografie detaliată despre Karadžić. A redactat manuale de gramatică pentru școlile secundare sârbe și a publicat studii importante despre tipăriturile vechi sârbești, bisericile sârbești din secolele al XV-lea și al XVI-lea, precum și despre Danilo al II-lea (Arhiepiscopul Serbiei).

## Lucrări (selecție)
- Lekcije iz srpskoga jezika za I razred gimnazije, Ljub. Stojanović, Belgrad, Državna štamparija Kraljevine Srbije, 1891.
- Katalog rukopisa i starih štampanih knjiga, zbirka Srpske Kraljevske Akademije, Ljub. Stojanović, Srpska kraljevska akademija, Belgrad, Državna štamparija, 1901.
- Miroslavljevo jevanđelje (Évangéliaire ancien serbe du prince Miroslav), Prefață (în sârbă și franceză) și note (pp. 203–229) de Ljubomir Stojanović. - "Édition de sa majesté Alexandre I roi de Serbie" p. [iv], Fotografska reprodukcija i štampa c. i k. dvorskog umetničkog zavoda Angerera i Gešla, Viena, 1897.
- Katalog Narodne biblioteke u Beogradu, Rukopisi i stare štampane knjige, Ljub. Stojanović, Belgrad, Državna štamparija, 1903.
- Republikanski pogledi na nekoliko savremenih pitanja, Ljub. Stojanović, Belgrad, Geca Kon, 1920.
- Stari srpski rodoslovi i letopisi, Ljubomir Stojanović, Sremski Karlovci, Srpska kraljevska akademija, 1927.
- Stari srpski zapisi i natpisi, vol. I-VI, Ljubomir Stojanović, Srpska kraljevska akademija, Sremski Karlovci, Srpska manastirska štamparijia, 1926.
- Stare srpske povelje i pisma. Knjiga I, Dubrovnik i susedi njegovi. Drugi deo, Ljubomir Stojanović, Belgrad - Sremski Karlovci, Srpska manastirska štamparijia, 1934.
- Život i rad Vuka Stefanovića Karadžića (26 oct. 1787 - 26 ian. 1864), Belgrad, Geca Kon, 1924, XXIV-783 p.
- Srpska gramatika za III razred gimnazije, Belgrad, Geca Kon, 1921.

## Moștenire
Este inclus în lista 100 cei mai importanți sârbi.